# Cameron Friesen
Cameron Friesen est un homme politique canadien, il est élu à l'Assemblée législative du Manitoba lors de l'élection provinciale de 2011. Il représente la circonscription de Morden-Winkler en tant qu'un membre du Parti progressiste-conservateur du Manitoba,